# میشل تونینی
میشل تونینی (به انگلیسی: Michel Tognini) فضانورد اهل کشور فرانسه است که در ۳۰ سپتامبر ۱۹۴۹ میلادی در وسن زاده شد. وی در مأموریت سایوز تی‌ام-۱۵، سایوز تی‌ام-۱۴، اس‌تی‌اس-۹۳ حضور داشته است.